# Crăsanii de Jos, Ialomița
Crăsanii de Jos (în trecut, Fundu Crăsani) este un sat în comuna Balaciu din județul Ialomița, Muntenia, România.
La sfârșitul secolului al XIX-lea, satul purta numele de Fundu Crăsani și era reședința comunei Fundu Crăsani din plasa Ialomița-Balta, județul Ialomița. Comuna era formată din satele Crăsanii de Sus, Fundu-Crăsani și Vadu Pietros, avea 1484 de locuitori, și în ea funcționau 3 biserici și 3 școli rurale mixte.
În 1931, satul a luat numele de Crăsanii de Jos, iar comuna a cărei reședință era s-a numit Crăsani. Ea avea în compunere satele Crăsanii de Jos, Crăsanii de Sus și Copuzu.
În 1950, comuna a trecut în subordinea raionului Lehliu, din regiunea Ialomița și apoi (după 1952) din regiunea București. În 1968, ea a revenit la județul Ialomița, reînființat, dar comuna Crăsani a încetat să mai existe, fiind inclusă în comuna Balaciu.